# Afrikanische Kehlsack-Hornvögel

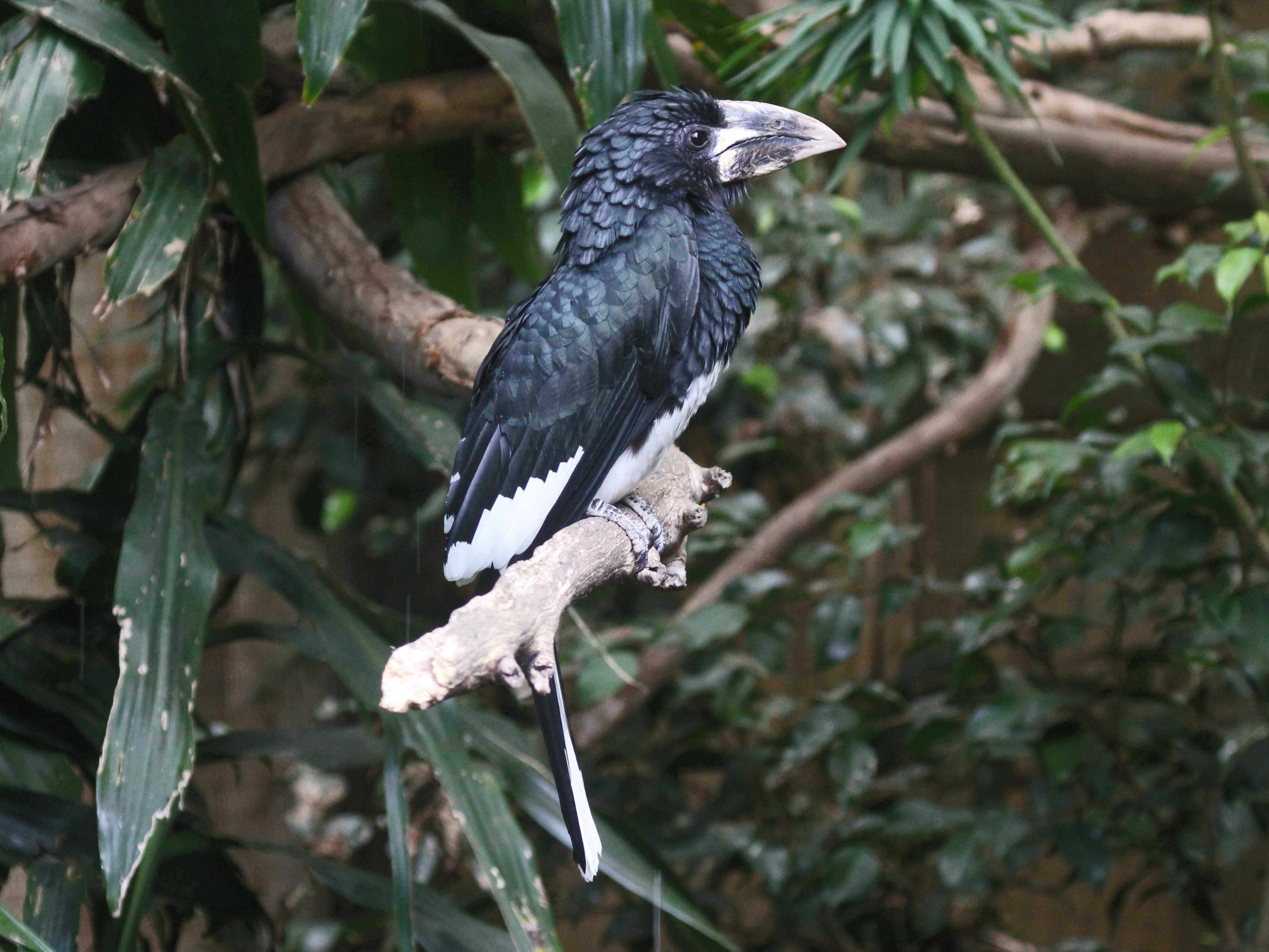
Schreihornvogel

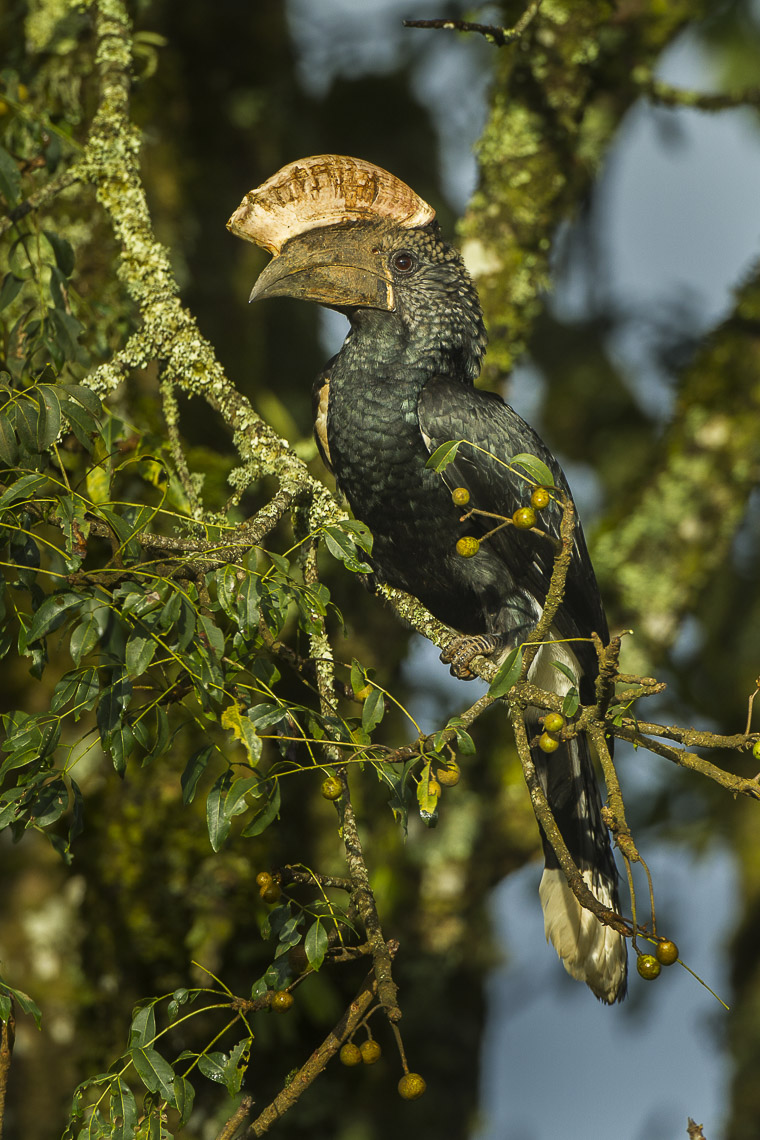
Silberwangenhornvogel, Kenia.

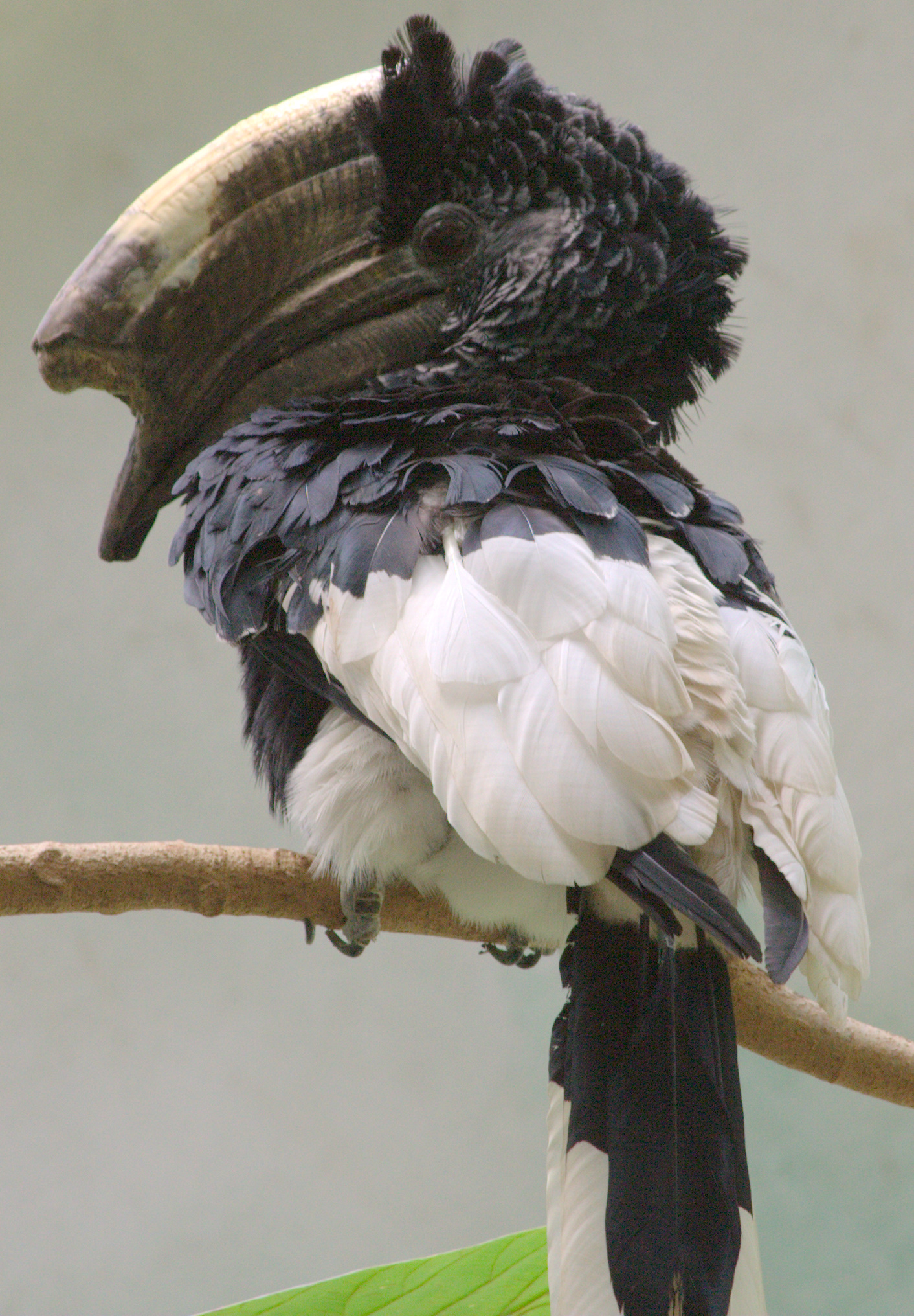
Grauwangen-Hornvogel

Afrikanische Kehlsack-Hornvögel (Bycanistes), auch Trompeterhornvögel genannt, sind eine Gattung der Familie Nashornvögel (Bucerotidae). Sie kommen in Afrika südlich der Sahara vor.
Von den sechs rezenten Arten gelten der Trompeterhornvogel, der Silberwangenhornvogel, der Grauwangen-Hornvogel, der Babali-Hornvogel und der Schreihornvogel als Least Concern (nicht gefährdet).
Die Bestandssituation des Braunwangenhornvogels wird von der IUCN mit gefährdet (vulnerable) angegeben.

## Merkmale
Die zu der Gattung gehörenden Arten erreichen eine Körperlänge zwischen 45 und 70 Zentimeter. Sie sind damit kleine bis mittelgroße Nashornvögel. Alle Arten haben einen Schnabel mit einem gut ausgebildeten Schnabelaufsatz, der bei einigen Arten an die Form eines umgekehrten Wiegemessers erinnert. Dieser Aufsatz endet spitz auslaufend oder abrupt vor der Schnabelspitze.
Das Gefieder ist schwarz und weiß. Allen ist gemeinsam, dass die hintere Rückenpartie weiß ist. Das schwarze Körperobergefieder schimmert bei den meisten Arten gewöhnlich metallisch grünlich. Auf dem Scheitel und im Nacken sind die Federn groß und breit. Sie sind häufig leicht gespreizt. Der nackte Kehlfleck, der sich bei vielen Nashornvögeln findet, fehlt bei diesen Arten.

## Verbreitungsgebiet
Alle Afrikanischen Kehlsack-Hornvögel kommen südlich der Sahara vor.
- Trompeterhornvogel: kommt im Afrika südlich des Äquators vor und fehlt nur in Westafrika. Er besiedelt Wälder an Küsten und Flüssen bis in mittlere Bergregionen.
- Grauwangen-Hornvogel: Tropisches West- und Zentralafrika. Besiedelt immergrüne Küsten- und Bergwälder sowie andere Waldgebiete bis in Höhenlagen von 2600 Metern.
- Silberwangenhornvogel: kommt im Östlichen tropischen Afrika vor. Besiedelt Küsten- und Bergwälder bis in Höhenlagen von 2600 Metern.
- Schreihornvogel: Die kleinste Art unter den Afrikanischen Kehlsack-Hornvögeln kommt im tropischen West- und Zentralafrika vor. Besiedelt immergrüne Wälder und Mangrovengebirge, kommt auch auf Plantagen vor.
- Braunwangenhornvogel: Tropisches Westafrika. Immergrüne Regenwälder des Tieflands
- Babali-Hornvogel: Tropisches Westafrika, lebt in immergrünen Regenwäldern der Tiefebenen.

## Lebensweise
Afrikanische Kehlsack-Hornvögel sind Baumbewohner der Tiefland- und Bergregenwälder. Sie besiedeln aber auch andere Waldgebiete und kommen teilweise auch auf Plantagen vor. Sie leben gewöhnlich paarweise, in kleinen Familiengruppen. Sie schließen sich gelegentlich aber auch größeren Trupps an und nutzen mit diesen gemeinsame Schlafplätze.
Wie alle Nashornvögel sind die Afrikanischen Kehlsack-Hornvögel omnivor. Sie decken ihren Nahrungsbedarf zum größten Teil jedoch mit Früchten. Feigen spielen bei mehreren Arten eine große Rolle in der Ernährung. Beim Silberwangenhornvogel hält man es für möglich, dass er eine große Rolle bei der Vermehrung von Pflanzen spielt, weil er größere, nicht verdaubare Samen etwa fünfzig Meter von dem fruchttragenden Baum fallen lässt. Kleinere Samen verschluckt er und scheidet sie mit seinen Exkrementen wieder aus. Klebrige Mistelbeeren, die am Schnabel haften blieben, werden an seinem nächsten Ruheplatz vom Schnabel abgestreift.
Daneben fressen sie auch tierisches Protein. Meist sind es kleinere Wirbeltiere und Gliederfüßer, die von ihnen gefressen werden. Sie überwältigen aber auch größere Wirbeltiere. Den Silberwangenhornvogel hat man schon dabei beobachtet, wie er Rotnasen-Grüntauben fing, eine afrikanische Art der Fruchttauben, die eine Körperlänge von 30 Zentimetern erreicht und damit nur geringfügig kleiner ist als eine Stadttaube. Sie zeigen während der Jagd ein überaus aggressives Verhalten. So springen sie beispielsweise auf Ästen auf und ab um Beutetiere aufzuscheuchen. Kleinere Trupps des Silberwangenhornvogels attackieren auch gemeinsam ruhende Flughunde.

## Fortpflanzung
Afrikanische Kehlsack-Hornvögel gehören zu den Arten, bei denen bei der Fortpflanzung gelegentlich eine Beteiligung von Bruthelfern vorkommt. Wie alle Nashornvogelarten sind auch die Afrikanischen Kehlsack-Hornvögel Höhlenbrüter. Sie brüten in natürlichen Baumhöhlen, nutzen manchmal aber auch Felsenhöhlen in Steilabhängen.
Das Weibchen mauert sich in der Bruthöhle bis auf einen schmalen Spalt ein. Ungewöhnlich ist der hohe Grad der Beteiligung der Männchen daran. Der Trompeterhornvogel, der Grauwangen-Hornvogel und der Silberwangenhornvogel verschlucken jeweils Lehmklumpen und würgen sie in Form kleiner Lehmkugeln wieder hervor. Das Weibchen verbaut diesen Lehm dann beim Versiegeln der Bruthöhle. Bei einer näher untersuchten Nisthöhle des Trompeterhornvogels wog das verbaute Material 1,47 Kilogramm. Die Gelege umfassen ein bis drei Eier. Es wird gewöhnlich jedoch nur ein Jungvogel groß. Die Nestlinge schlüpfen asynchron, der jüngere Nestling verhungert gewöhnlich in den ersten Lebenstagen. Die Weibchen bleiben gewöhnlich in der Nisthöhle, bis der Nachwuchs ausfliegt.
Das Männchen versorgt während der Brutzeit das Weibchen und den Nachwuchs mit Nahrung, die er zur Bruthöhle. Bei in Uganda beobachteten Nestern des Grauwangen-Hornvogels kehrte das Männchen stündlich zur Bruthöhle, Er würgte die herabgeschluckte Nahrung an der Nisthöhle hoch und übergab sie dem Weibchen. Gezählt wurden über 200 erbsengroße Früchte oder zwei bis 17 olivengroße Früchte pro Besuch. Bei in Gefangenschaft gehaltenen Grauwangen-Hornvögeln wurde gewogen, was während der Brutzeit von dem Brutpaar und später dem Brutpaar und dem Nachwuchs gefressen wurden. Während vor der Brutzeit das gehaltene Paar täglich 560 Gramm Futter fraß, dass zu 70 Prozent aus Früchten und zu 30 Prozent aus tierischem Protein bestand, verdoppelte sich während der Brutzeit der Anteil tierischer Protein auf 320 Gramm, während der Fruchtanteil mit 420 Gramm konstant blieb. Während der Zeit, in der die Nestlinge gefüttert wurden, fraßen die Nashornvögel 930 Gramm Früchte sowie 620 Gramm tierisches Protein.

## Arten
Die folgenden Arten werden zu den Afrikanischen Kehlsack-Hornvögeln gerechnet:
- Trompeterhornvogel (Bycanistes bucinator)
- West-Schreihornvogel (Bycanistes fistulator)
- Ost-Schreihornvogel (Bycanistes sharpii)
- Silberwangenhornvogel (Bycanistes brevis)
- Grauwangen-Hornvogel (Bycanistes subcylindricus)
- Braunwangenhornvogel (Bycanistes cylindricus)
- Babali-Hornvogel, Weißschenkel-Hornvogel (Bycanistes albotibialis)

## Einzelbelege
1. ↑   Bycanistes bucinator in der Roten Liste gefährdeter Arten der IUCN 2016.10. Eingestellt von: BirdLife International, 2016. Abgerufen am 6. Dezember 2016.
2. ↑   Bycanistes fistulator in der Roten Liste gefährdeter Arten der IUCN 2016.10. Eingestellt von: BirdLife International, 2016. Abgerufen am 10. Dezember 2016.
3. ↑   Bycanistes brevis in der Roten Liste gefährdeter Arten der IUCN 2012.5. Eingestellt von: BirdLife International, 2012. Abgerufen am 6. Dezember 2016.
4. ↑   Bycanistes subcylindricus in der Roten Liste gefährdeter Arten der IUCN 2016.10. Eingestellt von: BirdLife International, 2016. Abgerufen am 10. Dezember 2016.
5. ↑  Bycanistes albotibialis in der Roten Liste gefährdeter Arten der IUCN 2016. Eingestellt von: BirdLife International, 2016. Abgerufen am 8. Dezember  2016.
6. ↑   Bycanistes cylindricus in der Roten Liste gefährdeter Arten der IUCN 2016. Eingestellt von: BirdLife International, 2016. Abgerufen am 7. Dezember 2016.
7. ↑  Kemp: The Hornbills - Bucerotiformes. S. 257.
8. ↑  Gerhard Rösler: Die Wildtauben der Erde – Freileben, Haltung und Zucht, Verlag M. & H. Schaper, Alfeld-Hannover 1996, ISBN 3-7944-0184-0, S. 258
9. 1 2 3  Kemp: The Hornbills - Bucerotiformes. S. 259.
10. ↑  Kemp: The Hornbills - Bucerotiformes. S. 248.
11. ↑  Kemp: The Hornbills - Bucerotiformes. S. 256.